# Cis huachucae
Cis huachucae es una especie de coleóptero de la familia Ciidae.

## Distribución geográfica
Habita en Arizona, Texas y México.